# Saad Bin Zafar
Saad Bin Zafar (* 10. November 1986 in Gujranwala, Pakistan) ist ein kanadischer Cricketspieler, der seit 2008 für die kanadische Nationalmannschaft spielt und seit 2022 ihr Kapitän ist.

## Aktive Karriere
Saad gab sein First-Class-Debüt für Kanada während dem ICC Intercontinental Cup in der Saison 2008. Er war Teil der kanadischen Vertretung beim ICC World Twenty20 Qualifier 2015. Er spielte auch weiterhin in der kanadischen Mannschaft und gab sein Twenty20-Debüt in der Qualifikation für die Twenty20-Weltmeisterschaft im August 2019 gegen die Cayman Islands. Im weiteren Verlauf des Turniers erzielte er gegen die Cayman Islands 3 Wickets für 8 Runs und gegen die Vereinigten Staaten 3 wickets für 34 Runs. Im Rahmen des im Oktober folgenden ICC Men’s T20 World Cup Qualifier 2019 konnte er 3 Wickets für 21 Runs erreichen. Im Rahmen des ICC Men’s T20 World Cup Global Qualifier Group A 2022 war seine beste Leistung zwei Wickets (2/14) gegen die Philippinen, was zum einzigen Sieg bei dem Turnier führte. Sein ODI-Debüt gab er im März 2023 beim ICC Cricket World Cup Qualifier Play-off 2023 gegen Jersey, bei dem ihm drei Wickets (3/51) gelangen. Im folgenden Spiel gegen die Vereinigten Staaten erzielte er weitere drei Wickets (3/43). Im Oktober 2023 sicherte er mit dem Team bei der Amerika-Qualifikation für die ICC Men’s T20 World Cup 2024 die Teilnahme an der Endrunde.